# 아이카와정 (니가타현)
아이카와정(相川町)은 니가타현 사도군에 있었던 정이다. 에도시대에는 사도 금광으로 붐볐다. 사도봉행소가 있는 사도국의 중심이었다.메이지 이후에는 광산촌으로서의 성격에 더해 사도 관광의 중심지로서 번창했다.
2004년 3월 1일 사도 전역에서의 합병에 의해 사도 시가 발족해 아이카와 정은 폐지되었다.2000년 인구조사에서 사와다쵸로의 통근율은 11.6%.

## 역사
아이카와는 원래 외로운 한촌이었다고 하나 근세 이후 광산촌으로 발전하였다. 1601년(게이초 8년) 초기의 광산촌락인 가미아이카와가 성립하고, 1603년(게이초 8년)부터는 사도 대관(후의 사도봉행)에 임명된 오쿠보 나가야스에 의해 우에마치에서 봉행소를 중심으로 한 계획적인 마을 건설이 진행되었다. 시타마치의 개발은 다소 늦어 간에이 연간(1624~1643년)에 행해져 바다를 매립한 토지에 오도리와 뒷골목을 가지는 시가지가 형성되었다. 광산의 쇠퇴와 함께 인구가 급감해 메이지 시대에는 사는 사람이 없어졌다.
1876년 2월 아이카와 지방의 침실 풍습, 젊은 패거리 관습, 결원·공덕이라 칭하며 석탑을 세우는 것 등이 금지되었다
- 1889년 4월 1일 - 정촌제 시행과 함께 사와타군 73개 정을 합병해 아이카와정이 성립하였다.
- 1896년 4월 1일 - 군 통합으로 사도군으로 소속되었다.
- 1954년 3월 31일 - 아이카와정, 후타미촌, 가나이즈미촌이 합병해 아이카와정이 신설되었다.
- 1956년 9월 30일 - 아이카와정, 다카치촌, 소토카이후촌이 합병해 아이카와촌이 신설되었다.
- 2004년 3월 1일 - 료쓰시, 사와타정, 가나이정, 니보촌, 하타노정, 마노정, 오기정, 하모치정, 아카도마리촌이 합병해 사도시가 되었다. 아이카와 정사무소는 사도시 아이카와 지소가 되었다.

## 교통

### 도로
- 니가타현도 제31호선
- 니가타현도 제45호선
- 니가타현도 제81호선
- 니가타현도 제463호선

## 같이 보기
- 사도시
- 사도 금광